# Uzdolje
Uzdolje je naselje u Općine Biskupija, u Šibensko-kninskoj županiji. 

## Zemljopis
Nalazi se oko 13 kilometara južno od Knina. Smješteni  ispod Markovca. Naselje se djeli na Uzdolje, Pod Prominom i Rađen. .

## Povijest
Knez Muncimir (Mutimir) u Uzdolju je dao podići crkvu svetog Ivana, od koje je danas sačuvan kameni ulomak s Muncimirovim imenom i 895. godinom. Iako se često smatralo da se radi o crkvi i groblju svetog Luke, proučavanjem povijesnih zapisa utvrđeno je da se ipak radi o crkvi svetog Ivana, obnovljenoj 1458. godine. Ostaci crkve danas su okruženi pravoslavnim grobljem, koje je kasnije izgrađeno.
Početkom Domovinskog rata naselje je okupirao srpski agresor. Oslobođeno je u kolovozu 1995. operacijom Oluja.

## Stanovništvo
Prema popisu iz 2011. naselje je imalo 226 stanovnika.
| broj stanovnika | 725   | 717   | 646   | 729   | 762   | 773   | 762   | 984   | 1067  | 1141  | 1131  | 1011  | 942   | 767   | 214   | 226   | 162   |
|                 | 1857. | 1869. | 1880. | 1890. | 1900. | 1910. | 1921. | 1931. | 1948. | 1953. | 1961. | 1971. | 1981. | 1991. | 2001. | 2011. | 2021. |